# Конголезская ласточка-федина
Конголезская ласточка-федина (лат. Phedinopsis brazzae) — вид воробьинообразных птиц из семейства ласточковых. Международный союз охраны природы присвоил этому виду охранный статус «вызывающие наименьшие опасения» (LC).
Подвиды не выделяются.

## Распространение

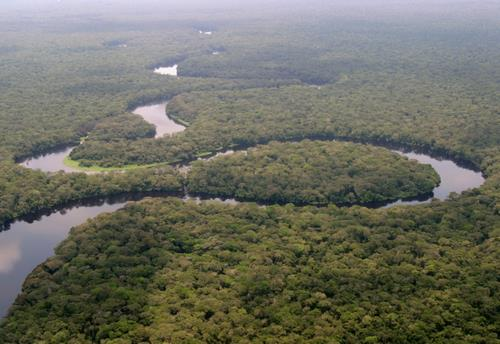
Места, где размножаются конголезские ласточки-федины на территории ДРК

В ареал птицы входят территории государств Африки: Ангола (север), Республика Конго, ДРК. Возможно, однократно птица наблюдалась в Габоне.

## Описание
Длина тела 12 см.
Ласточки питаются летающими насекомыми, включая термитов, которых ловят в воздухе над водой или над саванной.
Во время ухаживания самец исполняет для самки примерно десятиминутную песню. Гнездиться предпочитают по берегам рек. В кладке три белых яйца.